# 孫立方
孫立方（1968年—），中華民國陸軍中將，現任國防部發言人兼任政務辦公室中將主任。

## 生平
孫立方生於中華人民共和國，其母為京劇演員。文化大革命時，其母受牽連而下獄勞改，出獄後她帶著孫立方和家人前往日本探望親友，並決定投奔自由。孫立方一家後以反共義士的管道，在中國大陸災胞救濟總會協助下於1982年抵達台灣。
孫立方在國中畢業後進入中正預校，決定從軍。而後他考取政戰學院新聞系（今國防大學政治作戰學院），畢業後進入由國防部開辦的青年日報，自基層記者做起一路晉升至該報社社長，軍階也隨之升至上校。
因孫立方在新聞報導方面獲得青睞，他獲國防部政治作戰局推薦前往美國國防資訊學院公共事務軍官班就讀，2008年畢業。
2022年時，時任國防部發言人史順文轉任陸軍第六軍團指揮部政戰主任，孫立方因此接替成為發言人並升任少將。其任內中國人民解放軍因裴洛西訪台等原因對台灣發動軍演，孫立方沉穩的表現獲時任國防部長邱國正認可。
他擔任發言人時曾一度傳出因身體問題申請退伍，與邱國正一同下台。賴清德政府上任後，其實力也獲時任國防部長顧立雄認可，故提拔他擔任國防部政務辦公室主任，同時升任中將並兼任發言人。